# Castillo de Roset
El Castillo de Roset es un castillo fronterizo del municipio de Vilada (Bergadá) en la provincia de Barcelona, declarado Bien Cultural de Interés Nacional. Se levanta en una colina rocosa en las laderas de la sierra de Picamill que domina el valle de Vilada.

## Descripción
Son unas ruinas notables de un verdadero castillo roquero. Por tramontana, hay un camino todavía empedrado que debía dar a la entrada originaria del castillo. La roca muestra agujeros a derecha e izquierda que son la base donde se asentaba una puerta. Después de unos 10 m de pendiente, se entra en la explanada del castillo donde quedan construcciones de unos 20 m de largo por 7 de ancho y unos 6 de alto. La planta es completamente irregular debido, seguramente a sucesivas ampliaciones que se han tenido que adaptar a la forma del peñasco. El aparato es de piedras muy regulares y cuidadoso. Quedan agujeros de sostenimiento de vigas que muestran la existencia de más de un piso y algunas ventanas co  dovelas en mal estado.
En la cara norte del castillo hay una plataforma semicircular que debía constituir la vanguardia defensiva. Tiene muy buena visión y comunicación con el castillo de Puigarbessós, que era también una de las posesiones de los condes de Pallars el Bergadá. La línea de comunicación entre castillos sería: castillo de San Fernando de Berga, Castellberguedà, castillo de Puigarbessós  a los de Blancafort y Roset.

## Historia
El año 839 es citada la parroquia de "Roseto" en el acta de consagración de la catedral de Urgell. En el 945 se cita el lugar y el año 1026 aparece el castillo y su señor, Sunifred, en un documento.
El lugar está documentado ya en el siglo XI —(donde se puede leer el topónimo Roseto asociado a Villa-lata— pero no es hasta el 1026 que se menciona propiamente el castillo en un documento donde Sunifred, señor del castillo de Roset, encargó al presbítero Borrell que, tras su muerte, la tarea de la cebada, trigo, centeno y vino fuera hecha en el monasterio de la Portella. El año 1309 era una importante posesión de los Berga. Sibila, condesa de Pallars y señora de Berga, en un documento de venta-permuta firmado con el rey Jaime II de Aragón, se desprende de numerosos castillos del Bergadá pero se reserva el castrum de Roseto. Este castillo era el más cercano a las posesiones de su marido, Hugo de Mataplana, Señor de la baronía de Mataplana.
El castillo pasó a manos de Bernat Guillem de la Portella que en su testamento en 1321 lo dejó al rey. El 1336, el rey Pedro vendió a Sibila de Fenollet, dama emparentada con los Portella, varias jurisdicciones, entre otras de los castillos de Palmerola y Roset. El 1365-1370, el castillo y la alcaldía de Roset contaban con 39 fuegos. El censo de 1381 en indica que ya solamente tiene 25 fuegos y que el castillo es posesión de los Pinós. En 1383, Bernat Y Galceran de Pinós tomó posesión. Del castillo era feudatario el ajenjo Bernat de Roset. El castillo tuvo un papel importante durante la guerra civil catalana (1462-1472). El año 1545, Joanot de Roset era el señor del castillo pero no vivía en el mismo. Esto parece indicar que el castillo ya estaba abandonado.